# Wywiad z wampirem (film)
Wywiad z wampirem (tytuł oryg. Interview with the Vampire) – film fabularny produkcji amerykańskiej w reżyserii Neila Jordana, powstały w 1994 roku na podstawie powieści Anne Rice pt. Wywiad z wampirem. W filmie tym w rolach głównych wystąpili Brad Pitt i Tom Cruise. Zdjęcia kręcono w Nowym Orleanie, San Francisco, Paryżu i Londynie.
Bezpośrednią kontynuacją Wywiadu z wampirem jest film Królowa potępionych z 2002 roku, ze Stuartem Townsendem w roli Lestata.

## Historia ekranizacji
Prawa autorskie do ekranizacji powieści Anne Rice Wywiad z wampirem, przeszły długą drogę: od wytwórni Paramount Pictures, Lorimar i Warner Bros. – by trafić w końcu do Geffen Pictures.
11 listopada 1994 roku odbyła się światowa premiera filmu, a 31 grudnia 1994 roku, film trafił na ekrany kin w Polsce.
Jak do tej pory jest to jedyna ekranizacja powieści, zbliżona do literackiego pierwowzoru. Autorka scenariusza w roli Lestata widziała przede wszystkim Rutgera Hauera, którego zobaczyła w wersji filmowej serialu Buffy: Postrach wampirów. W czasie kręcenia filmu wytwórnia filmowa była nawet pikietowana przez wielbicieli książki, którzy próbowali Tomowi Cruise’owi uniemożliwić grę w filmie. Fani widzieli w roli Lestata brytyjskiego aktora Juliana Sandsa. Po obejrzeniu zdjęć z planu z Tomem Cruise nie miała jednak dalszych obiekcji.

## Fabuła
Louis de Pointe du Lac (Brad Pitt), dwustuletni wampir, spotyka się z dziennikarzem Malloyem (Christian Slater), aby opowiedzieć mu historię swojego życia (i życia po śmierci). Louis opowiada jak żyjąc w kolonialnej Luizjanie staje się towarzyszem Lestata (Tom Cruise) – wampira o francuskim pochodzeniu. Niewolnicy odkrywają demoniczną naturę ich „pana” i zmuszają obu do ucieczki. Louis nie może zaakceptować natury mordercy, co skłania Lestata do stworzenia mu towarzyszki. Dołącza do nich osierocona Claudia – dziecko, które przemienił Lestat. Odtąd stanowią rodzinę. Claudia z nienawiści do Lestata, za to iż uwięził ją na całą wieczność w ciele dziecka – usiłuje go unicestwić. Uciekają wraz z Louisem do Europy, szukając sobie podobnych. Trafiają do paryskiego Teatru wampirów, gdzie jak mówi Louis: „Wampiry udają ludzi, którzy udają wampiry”. Za zabicie Lestata Claudia zostaje skazana na śmierć w promieniach słońca, a Louis zamurowany na zawsze w podziemnej krypcie. Dzięki zafascynowanemu nim Armandowi – najstarszemu z obecnych tam wampirów – udaje mu się uwolnić i dokonać zemsty na katach Claudii. Podpala cały Teatr i unicestwia żyjące tam wampiry. Po latach spotyka Lestata, bojącego się zmian jakie nastąpiły we współczesnym świecie... Spotkanie działa na Lestata na tyle inspirująco, że budzi się w nim chęć „życia”. Wampir Lestat śledzi Malloya, po czym wypija jego krew i staje się znowu młody i silny.

## Interpretacja filmu
Wywiad z wampirem nie jest typowym horrorem, ani kontynuacją mitycznego tematu. To są dzieje serc ludzkich, wyolbrzymione, przebrane w podwójny kostium wampiryczny oraz inwersyjny. Ten film, który z taką śmiałością sięga w zakątki duszy ludzkiej, bardzo rzadko, prawie nigdy w ten sposób nie pokazywane w kinie, jednocześnie przynosi refleksję na tematy społeczne, bo główny wampir został jeszcze w XVIII wieku.
Według jednej z interpretacji treści filmu, temat wampirów został również wykorzystany, aby w gruncie rzeczy przedstawić parę homoseksualną. Lestat zamienia młodego człowieka, Louisa w wampira, ponieważ chce go zachować, jako kogoś bliskiego, na wieczność. Obaj bezustannie walczą ze sobą o przewagę uczuciową. W tej rywalizacji Lestat posuwa się nawet do tego, by kochankowi podarować wampirze dziecko, aby niejako związać ich, jako rodzinę. W USA pojawiały się również dalej idące interpretacje, które wiązały filmowy wampiryzm z epidemią AIDS, rozprzestrzenianą przez zarażenie krwią.

## Role
| - Tom Cruise jako Lestat de Lioncourt - Brad Pitt jako Louis de Pointe du Lac - Kirsten Dunst jako Claudia - Antonio Banderas jako Armand - Christian Slater jako Malloy - Daniel Tucker Kamin jako Carlos - Stephen Rea jako Santiago - Domiziana Giordano jako Madeleine - Thandie Newton jako Yvette - Lyla Hay Owen jako wdowa St. Clair - Virginia McCollam jako prostytutka z Waterfront - Mike Seelig jako alfons, - Bellina Logan jako dziewczyna z tawerny | - Indra Ove jako nowoorleańska prostytutka - Matthew Sim jako wampir z Paryża, - Micha Bergese jako wampir z Paryża, Rory - Rory Edwards jako wampir z Paryża, - Marcel Iures jako wampir z Paryża - Susan Lynch jako wampir z Paryża - Louise Salter jako wampir z Paryża, - Andrew Tiernan jako wampir z Paryża - François Testory jako wampir z Paryża - Sara Stockbridge jako Estelle - Laure Marsac jako śmiertelna kobieta na scenie - Katia Caballero jako kobieta na widowni - Louis Lewis-Smith jako śmiertelny chłopiec - Helen McCrory jako nowoorleańska prostytutka |

## Nagrody
BAFTA:
- Najlepsze zdjęcia - Philippe Rousselot
- Najlepsza scenografia - Dante Ferretti
- Najlepsze kostiumy - Sandy Powell (nominacja)
- Najlepsza charakteryzacja - Stan Winston, Michele Burke, Jan Archibald (nominacja)

MTV Movie Awards:
- Najlepsza rola męska - Brad Pitt
- Najbardziej pożądany mężczyzna – Brad Pitt
- Najlepszy debiut - Kirsten Dunst
- Najlepszy duet aktorski - Brad Pitt, Tom Cruise (nominacja)
- Najlepszy czarny charakter - Tom Cruise (nominacja)
- Najbardziej pożądany mężczyzna – Tom Cruise (nominacja)
- Najbardziej pożądany mężczyzna - Christian Slater (nominacja)
- Najlepszy film (nominacja)

Oskary:
- Najlepsza muzyka - Elliot Goldenthal (nominacja)
- Najlepsza scenografia - Francesca Lo Schiavo, Dante Ferretti (nominacja)

Saturn Awards:
- Najlepszy horror
- Najlepsze kostiumy - Sandy Powell
- Najlepsza charakteryzacja - Rick Baker, Ve Neill
- Najlepsza młoda aktorka/aktor - Kirsten Dunst
- Najlepszy aktor - Brad Pitt (nominacja)
- Najlepszy aktor - Tom Cruise (nominacja)
- Najlepszy reżyser - Neil Jordan (nominacja)
- Najlepsza muzyka - Elliot Goldenthal (nominacja)
- Najlepsza charakteryzacja - Stan Winston, Michele Burke (nominacja)

Złote Globy:
- Najlepsza muzyka - Elliot Goldenthal (nominacja)
- Najlepsza aktorka drugoplanowa - Kirsten Dunst (nominacja)

Złote Maliny:
- Najgorszy duet aktorski - Brad Pitt, Tom Cruise